# Ахмед Нахчивани
Ахмед ибн-Эюб Хафез Нахчивани — средневековый азербайджанский архитектор, представитель нахичеванской архитектурной школы. Известен благодаря построенному в 1322 году мавзолею в Барде. Помимо этого, ему иногда приписывают и строительство другого мавзолея в Барде — Ахсадан-баба.